# Sinner Man
«Sinner Man» / «Sinnerman» — американская народная спиритуалистическая песня. Наибольшую известность получила 10-минутная версия «Sinnerman», записанная Ниной Симон на альбоме 1965 года Pastel Blues. Она была использована в ряде фильмов («Афера Томаса Крауна», «Полиция Майами. Отдел нравов», «Внутренняя империя», «Сотовый», «Охота на дикарей») и сериалов («Убойный отдел», «Красавцы», «Клиника», «В поле зрения», «Чёрный список», «Люцифер» и «Шерлок»). Также определённую известность получила регги-версия «Sinner Man» Питера Тоша и The Wailers, записанная в 1966 году на Ямайке. На неё впоследствии записала кавер ирландская фолк-рок певица Шинейд О’Коннор на своём альбоме 2005 года Throw Down Your Arms. Свои интерпретации «Sinner Man» также записывали: рок-группа Three Dog Night (вошла на сборник 1993 года Celebrate: The Three Dog Night Story, 1965–1975), кантри-группа 16 Horsepower (на альбоме 2002 года Folklore), японская клавишница и композитор Ёко Канно (для аниме «Призрак в доспехах: Синдром одиночки 2nd GIG»), канадский автор-исполнитель Гордон Лайтфут (в 1962 году) и другие музыканты.